# Jesús Prados Arrarte
Jesús Prats Arrarte (Bilbao, 8 de novembre de 1909 - Madrid, 24 de juny de 1983) va ser un economista, jurista, catedràtic universitari, traductor i acadèmic basc de la Reial Acadèmia Espanyola.

## Biografia
Format en el col·legi del Pilar de Madrid, Intendent Mercantil, estudi i es doctorà en Dret en la Universitat Central, on hi va dirigir la Federació Universitària Escolar (FUE). Va completar la seva formació en la Universitat de Berlín i a l'Escola d'Economia de la Universitat de Londres. Es va casar amb María Carmen García Lasgoyti, actriu del teatre La Barraca de Lorca.
Va participar en la insurrecció de Jaca, per la qual cosa va ser condemnat a 30 anys de presó. Després d'obtenir l'amnistia el 1931 al temps de proclamar-se la Segona República, va obtenir la càtedra d'Economia Política a la Universitat de Santiago de Compostel·la el 1936, mesos abans que es declarés la Guerra Civil, no podent prendre'n possessió.
Amagat un temps, es va presentar voluntari a l'Exèrcit Republicà. Durant el conflicte va ser Cap d'Estat Major d'una unitat de les Brigades Internacionals i més tard es va integrar en l'Estat Major Central sota les ordres del general Vicente Rojo Lluch. Va poder escapar camí de l'exili pels Pirineus a França en finalitzar la guerra. Durant els quinze anys que va romandre fora d'Espanya, va treballar com a obrer industrial, empleat comercial, periodista i traductor, en un periple que ho va portar de França a l'Argentina, després a Londres i finalment als Estats Units. A Argentina va aconseguir el seu primer treball en una gran empresa, com a economista en la Companyia Argentina d'Electricitat i després en l'agència Reuters en el Regne Unit. Durant el període en el qual es va desenvolupar a Europa, Àfrica i Àsia la Segona Guerra Mundial, Prados Arrarte va publicar i escriure els seus primers llibres: Filosofía de la economía y Control de cambios.
Quan es van crear les Nacions Unides i, amb elles, la Comissió Econòmica per a Amèrica Llatina (CEPAL), ja era àmpliament conegut i es va incorporar a la Comissió com a economista. Va tornar a Espanya el 1954 i va obtenir cinc anys després, de nou, la càtedra d'Economia Política, però aquesta vegada de la Universitat de Salamanca, i poc després en la Universitat Complutense de Madrid, compaginant la docència amb la direcció del servei de publicacions del Banc Central. No va abandonar la seva activitat política d'oposició al franquisme, participant en el IV Congrés del Moviment Europeu, anomenat pejorativament per la dictadura, el Contuberni de Múnic. Hagué d'exiliar-se de nou en ser bandejat, aquesta vegada al Perú, on va treballar com a economista en un equip multidisciplinari d'assessorament al govern.
De tornada a Espanya al temps de morir el dictador va continuar publicant el seu monumental treball sobre economia política en 10 volums. Va presidir el Partit Social d'Acció Democràtica, després anomenat Unió Social Demòcrata Espanyola, de Dionisio Ridruejo, d'efímera existència. En la dècada de 1980 va assenyalar que era militant del PSOE. El 1981 va ser nomenat acadèmic de nombre de la Reial Acadèmia Espanyola a proposta de Julián Marías, Antonio Buero Vallejo i Alfonso García Valdecasas, ocupant la butaca "n" minúscula. En va prendre possessió el 1982 amb un discurs sobre la figura de l'economista espanyol Álvaro López Estrada.

## Obres
- Bancos y política monetaria (Con especial referencia a la organización bancaria y política monetaria de España)
- Demandas, costes y precios
- Don Álvaro López Estrada, un español excepcional (discurs d'ingrés a la Real Academia Española)
- El control de cambios
- El Plan de Desarrollo de España 1964-67
- El socialismo democrático.
- Estudios Económicos Anuales del Banco Central
- Estudios de Economía Política (10 volúmenes)
- Filosofía de la Economía
- Jovellanos, economista
- La economía española en los próximos veinte años
- Microeconomía (4 volúmenes)
- Principios de una teoría económica dinámica
- Problemas básicos de la doctrina económica
- Proceso y triunfo del capitalismo norteamericano
- Síntesis y crítica de "El Capital" de Marx
- Teoría de la producción
- Teoría del desenvolvimiento económico Una investigación sobre ganancias, capital, crédito, interés y ciclo económico